# Hexasterophora
Hexasterophora is een onderklasse binnen de  stam van de Porifera (sponzen).

## Orden
- Hexactinosida
- Lychniscosida
- Lyssacinosida

## Familie incertae sedis
- Dactylocalycidae Gray, 1867

## Geslachten incertae sedis
- Deanea Bowerbank, 1875
- Diaretula Schmidt, 1879
- Hyalocaulus Marshall & Meyer, 1877

Er is nog onduidelijkheid over bij welke familie deze geslachten behoren te worden ingedeeld ('incertae sedis').